# Moustafa Reyadh
Ibrahim Moustafa Reyadh (Reino de Egipto, 5 de abril de 1941) es un exfutbolista egipcio.

## Trayectoria
Fue internacional con la selección de fútbol de Egipto y disputó la Copa Africana de Naciones 1962 y la edición de 1963. También representó a su país en la categoría de fútbol en los Juegos Olímpicos de Tokio 1964. Ganó la Premier League de Egipto en la temporada 1962–63 y la Copa de Egipto en las temporadas 1964–65 y 1966–67.
Con el Tersana Sporting Club anotó 122 goles.